# قلعة المحرص (كعيدنة)

تعديل مصدري - تعديل

قلعة المحرص هي إحدى قرى عزلة سواخ بمديرية كعيدنة التابعة لمحافظة حجة، بلغ تعداد سكانها 90 نسمة حسب تعداد اليمن لعام 2004.